# Alice von Hildebrand
Alice von Hildebrand (Bruxelles, 11 marzo 1923 – New Rochelle, 14 gennaio 2022) è stata una filosofa e teologa belga.

## Biografia
Nata Alice Jourdain, emigrò negli Stati Uniti nel 1940 e cominciò a insegnare allo Hunter College di New York nel 1947. Si sposò con il filosofo e teologo Dietrich von Hildebrand (1889–1977), conosciuto alla Fordham University di New York quando era ancora una studentessa e lui già docente di filosofia. Il loro matrimonio durò fino alla morte del marito, avvenuta nel 1977. Si ritirò dall'insegnamento nel 1984.
Alice von Hildebrand produsse testi di fondamentale importanza per il pensiero contemporaneo, tra cui: The Privilege of Being a Woman (2002) e The Soul of a Lion: The Life of Dietrich von Hildebrand (2000), una biografia di suo marito.

## Opere principali
- Greek Culture, the Adventure of the Human Spirit, editor (G. Braziller, 1966)
- Introduction to a Philosophy of Religion (Franciscan Herald Press, 1970)
- By Love Refined: Letters to a Young Bride (Sophia Institute Press, 1989)
- Women and the Priesthood (Franciscan University Press, 1994) ISBN 0-940535-72-6
- By Grief Refined: Letters to a Widow (Franciscan University Press, 1994)
- Memoiren und Aufsätze gegen den Nationalsozialismus, 1933–1938, with Dietrich von Hildebrand and Rudolf Ebneth, (Matthias-Grünewald-Verlag, 1994)ISBN 3-7867-1737-0
- Soul of a Lion: Dietrich Von Hildebrand: a Biography (Ignatius Press, 2000) ISBN 0-89870-801-X
- The Privilege of Being a Woman (Veritas Press, 2002)
- Man and Woman: A Divine Invention (Ignatius Press, 2010) ISBN 1-932589-56-2